# 埃爾克福爾斯 (堪薩斯州)
埃爾克福爾斯（英語：Elk Falls）是一個位於美國堪薩斯州艾克縣的城市。

## 地方資料
根據2020年美國人口普查的數據，埃爾克福爾斯的面積為1.89平方千米，當中陸地面積為1.89平方千米，而水域面積為0.00平方千米。當地共有人口113人，而人口密度為每平方千米59.79人。